# Patrick Swanson
Patrick Swanson (* 1990) ist ein österreichischer Journalist. Er arbeitet bei der Zeit im Bild im ORF und ist als Head of Social Media für die Auftritte der ZIB in den sozialen Medien verantwortlich. Dazu gehören die Facebook-Seite und der Instagram-Auftritt der Zeit im Bild sowie die Nachrichtensendung ZIB100. Swanson ist auch als Lektor für Journalismus an der FH Wien der WKW tätig. Aktuell absolviert er das John S. Knight-Fellowship an der Stanford University in Kalifornien (USA).

## Werdegang
Patrick Swanson besuchte die Handelsakademie Landeck und studierte anschließend Politikwissenschaft an der Universität Innsbruck.
Im Juli 2013 begann er ein Praktikum in der Zeit im Bild-Redaktion des ORF. In dieser Funktion startete Swanson mit dem Aufbau der ZIB-Facebookseite und erarbeitete unterschiedliche Social-Media-Formate des ORF. Nach dem Praktikum blieb er im ORF und arbeitete weiter an der Strategie der Zeit im Bild im digitalen Bereich. Ein besonderes Interesse erzielten etwa Faktenchecks zum Thema Asyl während der Flüchtlingskrise in den Jahren 2015 und 2016.
Gemeinsam mit Armin Wolf entwickelte Patrick Swanson die Kurznachrichtensendung ZIB100, die am 25. April 2016 erstmals online ging. Die Sendung ist im Hochformat gestaltet und für den Gebrauch auf Smartphones optimiert.
Im Jahr 2019 war Swanson für die Entwicklung des ZIB-Auftrittes auf Instagram verantwortlich. Dieser startete mit 1. September 2019. Im Mai 2020 lag die Zahl der Abonnentinnen und Abonnenten der ZIB auf Instagram bei 380.000.
Nach seinem Studium an der Stanford University machte er sich 2024 mit dem KI-Beratungslabor Verso mit Sitz in San Francisco selbstständig.

## Podcast: „Was soll das?“
Im Jahr 2017 startete Swanson gemeinsam mit dem Journalisten Michael Mayrhofer den Podcast „Was soll das?“ zu den Themen Politik und Social Media. In 27 Ausgaben interviewten sie von Mai bis Dezember 2017 etwa den Datenschützer Max Schrems, den ehemaligen Bundespräsidenten Heinz Fischer und die Journalistinnen Corinna Milborn und Ingrid Brodnig. Der Podcast erreichte tausende Hörerinnen und Hörer pro Folge und gilt als Wegbereiter für professionelle Podcasts in Österreich.

## Auszeichnungen
Im Jahr 2015 wurde Swanson als einer der besten österreichischen Journalisten unter 30 ausgezeichnet. 
Für die professionelle Berichterstattung rund um die Ibiza-Affäre im Mai 2019 wurde Swanson im Team mit Simone Stribl, Tobias Pötzelsberger und Matthias Westhoff der Walther-Rode-Preis verliehen. Ihre Arbeit ist laut Begründung der Jury ein „Zeichen eines professionellen Selbstverständnisses einer gut ausgebildeten Generation von JournalistInnen, die sich auch unter politischem und ökonomischem Druck professionell durchsetzen und dem Auftrag von Qualität und Unabhängigkeit im öffentlichen Rundfunk gerecht wird.“